# Mark Patton
Mark Patton (Riverside, Misuri, EE. UU., 22 de septiembre de 1959) es un actor estadounidense.

## Carrera
Patton creció en Riverside, Misuri, y, tras graduarse en el instituto, se trasladó a Nueva York para dedicarse a la interpretación. En pocos años, consiguió el papel de Joe Qualley en la producción de Broadway de 1982 Come Back to the Five and Dime, Jimmy Dean, Jimmy Dean. Patton repitió el papel en la película de 1982 del mismo nombre. Su personaje, tanto en la obra como en la película, era el de una adolescente transexual antes de la transición. Sin embargo, Patton no fue autorizada [¿por quién?] a conceder una entrevista a la revista de temática LGBT The Advocate. Patton señaló este hecho como uno de los primeros indicadores de la homofobia existente en Hollywood en aquella época.
En 1985, Patton consiguió el papel protagonista en la película de terror Pesadilla en Elm Street 2: La venganza de Freddy, en la que interpretaba a Jesse Walsh, un adolescente cuyo cuerpo es poseído por Freddy Krueger. La crítica y el público destacaron el subtexto gay de la película, algo que el guionista David Chaskin atribuyó inicialmente a la interpretación de Jesse por parte de Patton. Sin embargo, en el documental de 2010 Never Sleep Again: El legado de Elm Street, Chaskin reconoció que él mismo era el responsable del deliberado subtexto gay de la película.
Patton tuvo una aparición como invitado en la serie de televisión Hotel y tuvo escenas junto a George Clooney y Maud Adams. También protagonizó un piloto de televisión con Chuck Connors titulado Kelsey's Son, que nunca fue seleccionado. Otros papeles incluyen apariciones en Hospital General como Greg Collier, Misplaced con John Cameron Mitchell, Anna to the Infinite Power con Dina Merrill y Martha Byrne, y Have You Tried Talking to Patty con Heather Langenkamp.
Patton dice que renunció a su carrera de actor tras ser incluido en el reparto de una serie de la CBS en la que habría interpretado a un personaje gay. "Empezaron a preguntarme si me sentiría cómodo interpretando a un personaje gay y diciéndole a la gente que era heterosexual si empezaban a cuestionar mi sexualidad [...]. [...] Lo único en lo que podía pensar era en que todos mis conocidos se estaban muriendo de sida y nosotros estábamos teniendo esta conversación de mierda. Se me rompió el corazón y ése fue mi límite. Sabía que nunca sería capaz de hacer lo que me pedían, así que me alejé de Hollywood y decidí irme a un lugar donde fuera totalmente aceptable ser gay".
Patton volvió a actuar por primera vez desde La venganza de Freddy con su aparición en la película de terror de 2016 Posesiones Familiares.

## Vida privada
Patton es abiertamente homosexual. Cuando cumplió 40 años, recibió la noticia de ser portador del VIH, además de sufrir neumonía, candidiasis y tuberculosis. 
Sus medicamentos interactuaron mal y fue hospitalizado. Al recuperarse, se trasladó a México, donde conoció y se casó con Héctor Morales Mondragón. Los dos manejaron una tienda de arte en Puerto Vallarta. Hasta que se metieron en problemas con la ley de derechos de autor y tuvieron que huir a Chicago.[cita requerida]. 
Patton aparece en el documental sobre la saga de Freddy Krueger "Never Sleep Again: The Elm Street Legacy". Luego de su aparición en el documental, comenzó a participar en convenciones de cine de terror, donde se lo reconoce como el primer "scream queen" masculino. Parte de las ganancias por sus apariciones son donadas a grupos de tratamiento para el HIV y fundaciones de apoyo a jóvenes LGBT.

## Filmografía

### Cine
- A Nightmare on Elm Street Part 2: Freddy's Revenge (1985) .... Jesse Walsh
- Anna to the Infinite Power (1983) .... Rowan Hart
- Come Back to the Five and Dime, Jimmy Dean, Jimmy Dean (1982) .... Joe Qualley

### Series de televisión
- Hotel .... Todd Radcliff (Episodio: Recriminations, 1986)
- CBS Schoolbreak Special .... Chris Jenson (Episodio: Have you tried talking to Patty?, 1986)